# Facundo Perezagua
Facundo Perezagua (Toledo, 1860 - Bilbao 1935) fou un polític socialista espanyol. Va formar part del grup madrileny de la Nueva Federación Madrileña dins la FRE de l'AIT amb Pablo Iglesias, José Mesa, Pagés, i Antonio García Quejido. El 1885 es va traslladar a Bilbao, on fou un dels principals organitzadors del PSOE. Quan es va produir l'escissió del Partit Comunista Obrer Espanyol s'hi va incorporar. Realitzà una tasca important en l'organització dels miners i metalúrgics bascos dins el futur PCE.